# Parafia Miłosierdzia Bożego w Podłopieniu
Parafia Miłosierdzia Bożego w Podłopieniu – parafia rzymskokatolicka, należąca do dekanatu Tymbark w diecezji tarnowskiej. Opiekę nad nią sprawują księża diecezjalni. Swoim zasięgiem obejmuje wieś Podłopień w powiecie limanowskim. Funkcję kościoła parafialnego pełni wzniesiona w latach 1985-1991 świątynia pw. Miłosierdzia Bożego.
Odpust parafialny obchodzony jest w drugą niedzielę wielkanocną, czyli w święto Miłosierdzia Bożego. 
Proboszczem parafii jest od 2023 ks. Janusz Balasa. 

## Historia
Parafia w Podłopieniu została erygowana przez biskupa Jerzego Ablewicza 27 marca 1984 roku, który wydzielił ją z parafii w Tymbarku. Pierwszym proboszczem został ks. Czesław Bahula, jeszcze w tym samym roku zastąpiony przez ks. Tadeusza Machała. W latach 1985–1991 wybudowano na potrzeby parafii nowoczesną świątynię, która została poświęcona w 1993.

## Proboszczowie
- Czesław Bahula (1984)
- Tadeusz Machał (1984–2005)
- Zygmunt Frączek (zastępstwo 1993)
- Józef Węgrzyn (2005–2006)
- Wiesław Orwat (2006–2023)[2]
- Janusz Balasa (2023– )